# Brett Ratliff
(en) Statistiques sur pro-football-reference
Brett Ratliff (né le 8 août 1985 à Chico) est un joueur américain de football américain.

## Enfance
Ratliff fait ses études à la Chico Senior High School, lycée de sa ville natale. Il remporte deux titres de champion de la conférence et est nommé lors de sa dernière année meilleur joueur offensif de son lycée, considéré comme un des meilleurs joueurs de la conférence.

## Carrière

### Université
Après ses années lycée, il va au Butte College où il est le quarterback titulaire devant Aaron Rodgers pour deux saisons, battant les records de passe pour touchdown avec trente-cinq, de passes réussies (236) et de yards gagnés (3651) du Butte College. Il est transféré à l'université de l'Utah pour la saison 2006 mais évolue la plupart du temps comme remplaçant de Brian Johnson.
Lors de la blessure de celui-ci, il commence le match contre les Cougars de Brigham Youn, pour une victoire 41-34. Pour son deuxième match, il permet aux siens de remporter le Emerald Bowl contre l'université de Virginia Tech 38-10. Il remporte aussi le Armed Forces Bowl contre l'université de Tulsa 25-13.

### Professionnel
Brett Ratliff n'est sélectionné par aucune équipe lors du draft de la NFL de 2007. Il signe peu de temps après avec les Jets de New York comme agent libre mais n'est pas gardé dans l'équipe active après la pré-saison ; il signe néanmoins avec l'équipe d'entrainement deux jours plus tard. En 2008, Ratliff signe avec l'équipe active comme troisième quarterback.
Le 25 avril 2009, Ratliff est échangé au Browns de Cleveland qui en contre-parti donne leur premier choix au draft de cette même année, les Jets choisissent Mark Sanchez. Les Browns reçoivent dans ce même échange le dix-septième choix des Jets ainsi que le second choix de cette dernière franchise et deux autres joueurs. En 2009, il est le troisième quarterback mais ne joue toujours aucun match en NFL. Il est libéré le 4 septembre 2010, juste avant le début de la saison.
Le 5 septembre 2010, Brett signe avec l'équipe d'entrainement des Jaguars de Jacksonville mais il est libéré le 27 septembre. Le 7 octobre, il fait un nouvel essai avec l'équipe d'entrainement des Patriots de la Nouvelle-Angleterre mais il se voit proposer un contrat des Browns de Cleveland quatre jours plus tard, qui veulent l'intégrer à leur équipe active. Le contrat est signé mais son second passage à Cleveland est rapide, il est libéré le 16 novembre 2010.
Le 7 janvier 2011, les Titans du Tennessee contacte Ratliff et le font signer un contrat, devenant un membre du roster. À cette période, il n'a jamais joué un match de NFL. Le 6 décembre 2011, il signe avec les Buccaneers de Tampa Bay avant d'être libéré le 1er septembre 2012.